# Vuurmelkzwam
De vuurmelkzwam (Lactarius pyrogalus, synoniem: Lactarius hortensis) is een melkzwam die ectomycorrhiza vormt bij de hazelaar. De soort wordt 4-7 centimeter groot en bezit melksap dat bij verwonding in druppels uit de zwam vloeit. De soort is wijdverspreid en vruchtvorming vindt plaats van augustus tot oktober.

## Kenmerken

### Uiterlijke kenmerken
Hoed
De soort heeft een hoed met een diameter van 5-10 cm die grijsbruin of grijsgeel is, soms met olijf- of lila tinten. Het is plat-convex tot volledig vlak en wordt met de jaren trechtervormig. De hoed is soms concentrisch gezoneerd, dun van vlees en wordt plakkerig als hij nat is, maar niet glanzend.
Steel
De steel is 4 tot 6 cm lang en 7 tot 15 mm in diameter. Het is over het algemeen cilindrisch, maar soms verdikt aan de basis. De steel is witachtig of heeft de kleur van de hoed, het vruchtvlees is ook witachtig.
Lamellen
De schimmel heeft licht gebogen aflopende lamellen die geel tot oranje van kleur zijn, maar met de jaren oker worden. Bij beschadigen van de lamellen komt er melksap vrij dat grijsgroen kleurt. Met KOH kleurt de melk oranjegeel.
Geur en smaak
Het vlees scheidt een brandend, scherp, wit melkachtig sap af dat geel wordt door kaliumhydroxide.
Sporenprint
Hij produceert een lichte okerkleurige sporenprint.

### Microscopische kenmerken
De sporen zijn grotendeels elliptisch met wratten en een onvolledig netwerk. Ze bereiken afmetingen van 7–8 bij 5,5–7 µm. De sporen zijn amyloïde, wat betekent dat ze blauw worden met Melzers reagens.

## Culinaire waarde
Hoewel het niet giftig is, wordt de vuurmelkzwam als oneetbaar beschouwd.

## Ecologie
De vuurmelkzwam is een mycorrhizaschimmel en groeit alleen op hazelaar, vooral op klei, maar ook op matig voedselrijke zand- en leembodems. De soort is niet gebonden aan bossen en groeit vaak in hazelaarbosjes die worden beheerd voor hakhout.

## Naamgeving
De wetenschappelijke naam  werd gepubliceerd  als Agaricus pyrogalus door de Franse mycoloog Bulliard in 1792, voordat hij in 1838 zijn huidige wetenschappelijke naam kreeg van de Zweed Elias Magnus Fries.
De soortaanduiding pyrogalus betekent vuurmelk en verwijst naar de pikante smaak van het melksap. De soort is niet giftig, maar het wordt toch afgeraden om de zwam te eten.

## Verspreiding

Europees vespreidingsgebied

De vuurmelkzwam komt met name voor in Europa en Noord-Amerika. In Nederland komt hij algemeen voor. Het staat niet op de rode lijst en is niet bedreigd.